# International Bachelor Piano Award
Der International Bachelor Piano Award ist ein seit 2013 bestehender und jährlich durchgeführter Klavierwettbewerb der Anton Rubinstein Akademie e. V. für maximal 25 junge Pianisten, die sich im Bachelor-Studium befinden oder dieses maximal ein Jahr zuvor abgeschlossen haben.

## Preisträger

### 2013, 27.–28. April im Steinway-Haus Düsseldorf
- Payam Pahlevanian – Förderpreis: Solo-Recital im Steinway-Haus Düsseldorf; Sonderpreis: Solo-Recital im Generalkonsulat der Republik Polen in Köln, für die beste Interpretation eines Werkes von Frédéric Chopin.
- Marianna Uzankichyan – Förderpreis: Solo-Recital im InterContinental Düsseldorf in der Konzertreihe „Klassische Soireen auf der Kö“.
- Soohyun Lee – Förderpreis: Solo-Recital in der Konzertreihe „Steinway Matineen“ in der Internationalen Musikakademie Anton Rubinstein,  Düsseldorf.

### 2014, 10.–11. Mai in der Musikakademie Anton Rubinstein in Düsseldorf
- Thomas Curuti – Förderpreis: Solo-Recital in der Konzertreihe „Rubinstein-Matineen“ in der  Internationalen Musikakademie Anton Rubinstein,  Düsseldorf.
- Raimu Satoh – Förderpreis: Solo-Recital in der Konzertreihe „Rubinstein-Matineen“ in der  Internationalen Musikakademie Anton Rubinstein,  Düsseldorf.
- Lin Ye – Förderpreis: Solo-Recital in der Konzertreihe „Rubinstein-Matineen“ in der  Internationalen Musikakademie Anton Rubinstein,  Düsseldorf.

### 2015, 25.–26. April in der Internationalen Musikakademie Anton Rubinstein in Düsseldorf
Stiftungspreis und ein Konzert:
- Robert Bild
- Hanna Bachmann

Förderpreis des Vereins:
- James Grey
- Olga Zarytovska

Diplom mit Auszeichnung
- Ani Ter-Martyrosian

### 2016, 15.–16. April im Palais Wittgenstein in Düsseldorf
1. Preis und ein Recital im Haus der Universität Düsseldorf am 12. Oktober 2016.
- Xinhua Liu
- Georg Kjurdian

Förderpreis des Freunde und Förderer der Anton Rubinstein Akademie e. V.
- Galan Gusachenko
- Yili Niu

Sonderpreise des Staccato Verlags
- Daniel Gold
- Franziska Staubach
- Erika Kamera
- Sofya Kornoukhova